# Seznam osebnosti iz Občine Škofja Loka
Seznam osebnosti iz občine Škofja Loka vsebuje osebnosti, ki so se rodile, umrle ali delovale v občini Škofja krajnska klobasa

## Do 17. stoletja
- Abraham (pred 940, neznano – 26. maj 994, Freising), freisinški škof v škofiji, ki je zajemala tudi Škofjo Loko.
- Andrej iz Loke (neznano - neznano), stavbenik
- Matej Marcina (okoli 1528, Škofja Loka - 1602, Ljubljana), duhovnik
- Dalmatin Jurij (okoli 1547, Krško – 31. avgust 1589, Ljubljana), protestantski teolog, protestantski pisec, pridigar. Leta 1585 v Škofji Loki širil protestantsko misel.
- Jurij Kornelij Weinzerle (neznano, Škofja Loka - neznano), pravnik
- Jakob Schnitzer (deloval okoli leta 1550), rezbar. Rezbaril je umetnine poznosrednjeveške Škofje Loke.
- Jernej iz Loke (neznano - neznano), slikar
- Elija Somrak (okoli 1570 – neznano), livar zvonov in topov. Ulil je zvon za grajsko kapelo v Škofji Loki.
- Lovrenc Čadež (neznano, Škofja Loka - 13. marec 1582, Bavarska), duhovnik, teolog, kanonik
- Streit Jurko (neznano – neznano), zidarski mojster, kamnosek, stavbar. Leta 1520 zidal dvoranski prezbiterij in zvonik cerkve v Crngrobu pri Škofji Loki.
- Rodbina Apfaltrer, za krajši čas lastnica gradu Puštal v Škofji Loki.

## 17. stoletje
- Jakob Škerl (okoli 1622, Škofja Loka - 2. februar 1672, Ljubljana), pridigar, nabožni pisec, duhovnik, redovnik, jezuit
- Elizej Sargar (3. avgust 1625, Suha -  23. november 1703, Lenzfried), teolog , duhovnik , redovnik, frančiškan
- Mihael Cussa (8. maj 1657, Lokavec-Kuši – 8. oktober 1699, Ljubljana), kipar, kamnosek. Leta 1694 naredil dva stranska oltarja v župnijski cerkvi v Škofji Loki.
- Gašpar Franchi (okoli 1657, Videm – 25. avgust 1733, Ljubljana), zvonar. Leta 1722 je vlil tri zvonove za mesto Škofja Loka.
- Joannes Rudolphus Coraduzzi (7. april 1663, Škofja Loka - 21. maj 1717, Škofja Loka), operoz
- Giulio Quaglio (1668, Laino – 1751, Laino), slikar. Leta 1706 je poslikal oltarno steno v mali graščinski kapeli v Puštalu.
- Luka Mislej (oktober 1670, Vipavsko - 5. februar 1727, Škofja Loka), kamnosek
- Maksimilijan Leopold Rasp (19. november 1673, Škofja Loka - 12. december 1742, Kamnik), teolog , duhovnik, arhidiakon
- Luka Pušar (okoli 1676 – 10. maj 1760, Selca), duhovnik. V obdobju 1705–08 je bil mestni vikar v Škofji Loki.
- Romuald (1676, Gorica – 22. april 1748, Gorica), pridigar , duhovnik, redovnik, kapucin. Bil je leta 1721 v Škofji Loki.
- Ahacij Stržinar (11. maj 1676, Suha - 17. maj 1741, Nazarje), pesnik, duhovnik
- Jernej Basar (20. avgust 1683, Škofja Loka - 10. marec 1738, Ljubljana), pridigar, duhovnik, redovnik, jezuit
- Frančišek Krištof Bogataj (4. avgust 1684, Škofja Loka - 14. februar 1754, Ljubljana), pravnik, odvetnik

## 18. stoletje
- Janez Nepomuk Jakob Edling, grof (1. maj 1751, Gorica, Italija – 1793, Dunaj), šolnik. V obdobju 1772–1774 je bil administrator škofjeloških posestev freisinškega škofa.
- Daniel Savoye (neznano – neznano), slikar. Med leti 1720–5 naslikal tri portrete iz Ajmanovega gradu pri Škofji Loki.
- Janez Anton Tušek (6. junij 1725, Škofja Loka - 31. januar 1798, Škofja Loka), slikar
- Silvester Murè (30. december 1743, Škofja Loka - 14. maj 1810, Ljubljana – Dobrunje), duhovnik
- Robert Kuralt (14. februar 1739, Škofja Loka - po 1793, ?), teolog, duhovnik, redovnik, cistercijan
- Franc Ksaver Jugovic (1. oktober 1725, Škofja Loka - 1797, Ljubljana), zdravnik
- Urban Ažbe (21. maj 1751, Javorje – 17. december 1827, Ljubljana), teolog; V obdobju 1788–92 je bil vikar v Škofji Loki.
- Martin Kuralt (21. oktober 1757, Škofja Loka - 31. december 1845, Mírov, Moravska), pesnik, publicist, knjižničar , duhovnik
- Blaž Hafner (23. avgust 1758, Škofja Loka -10. avgust 1834 Idrija), zdravnik
- Jurij Jonke (17. april 1777, Konca vas – 12. maj 1864, Črmošnjice), čebelar, duhovnik. Leta 1804 postal kaplan v Škofji Loki.
- Karel Jožef Prenner (3. november 1780, Škofja Loka - 13. maj 1841, Stična), zgodovinopisec
- Gašpar Luka Goetzl (14. januar 1782, Kranj – 30. julij 1857, neznano), slikar. Leta 1846 je slikal oltarne slike v Škofji Loki.
- Ivan Nepomuk Cerar (5. maj 1789, Škofja Loka - 14. oktober 1849, Trst), časnikar, narodni buditelj, gozdar
- Blaž Ovjiač (okoli 1790, Cerklje na Gorenjskem – 4. oktober 1859, Ljubljana), politik, pravnik. V obdobju 1824 – 1827 je bil justiciar v Škofji Loki.
- Anton Peterlin starejši (okoli 1792 – 18. maj 1866, Ljubljana), pasar. V Stari Loki je uredil posrebrene oltarni križe.
- Matevž Langus (9. september 1792, Kamna Gorica – 20. oktober 1855, Ljubljana), slikar. Leta 1840 je izdelal fresko Ozadje velikega oltarja v Škofji Loki.
- Luka Dolinar (14. oktober 1794, Škofja Loka - 27. avgust 1863, Šmartno v Tuhinju), glasbenik, skladatelj, nabožni pesnik, duhovnik
- Andrej Bernard Smolnikar  (29. november 1795, Kamnik – 1869, Philadelphia), teolog, duhovnik, redovnik, benediktinec. V obdobju 1822–1824 je bil kaplan v Škofji Loki.

## 19. stoletje
- Jurij Grabrijan (22. marec 1800, Adlešiči – 22. junij 1882, Vipava), pisatelj, politik, duhovnik. V obdobju 1827–1830 je bil kaplan v Škofji Loki.
- Simon Vilfan, vitez (20. oktober 1802, Škofja Loka - 4. november 1881, Novo mesto), zgodovinopisec, nabožni pisec, duhovnik, kanonik
- Vincenc Zusner (17. januar 1804, Škofja Loka - 12. junij 1874, Gradec), pesnik, podjetnik
- Ludvik Grbec  (14. avgust 1805, Škofja Loka - 13. marec 1880, Idrija), zdravnik, okulist
- Lovro Pintar (2. avgust 1814, Sv. Tomaž - 10. september 1875, Tupaliče), nabožni pisatelj , sadjar , politik, duhovnik
- Matija Tomc (10. september 1814, Šujica – 30. maj 1885, Ljubljana – Šentvid), podobar. Delal je kot pozlatar in restavrator v cerkvi pri Sv. Duhu v Škofji Loki.
- Josip Plank (9. avgust 1815, Hall, Tirolska – 13. januar 1901, Dunaj), slikar. Leta 1879 je slikal stenske slike, oljne slike za cerkve in portrete za župnijsko cerkev v Škofji Loki.
- Anton Jožef Edvard Strahl, plemeniti (28. april 1817, Novo mesto - 26. september 1884, Stara Loka), zbiralec starin in umetnin, pravnik, pesnik, prevajalec, publicist
- Frančišek Kosmač (27. oktober 1817, Jesenice – 9. marec 1866, Gradec), duhovnik, redovnik, jezuit. Med leti 1841–44 je bil kaplan v Škofji Loki.
- Janez Volčič (27. april 1825, Gabrovo - 14. december 1887, Šmarjeta), nabožni pisec, duhovnik
- France Cegnar (8. december 1826, Sv. Duh -14. februar 1892, Trst), pesnik, prevajalec, politik, časnikar
- Jurij Jurčič (18. april 1827, Škofja Loka - 1895, Carigrad), slikar
- Andrej Praprotnik (9. november 1827, Podbrezje – 25. junij 1895, Ljubljana), šolnik, pesnik, pisatelj. Leta 1851 je dobil podučiteljsko službo pri glavni šoli v Škofji Loki.
- Matija Ozbič (15. februar 1828, Črni Vrh – 7. marec 1888, Kamnik), podobar. Leta 1874 je naredil za uršulinsko cerkev v Škofji Loki stranska oltarja in prižnico s kipom Dobrega pastirja, Marijin oltar pa v škofjeloški župnijski cerkvi.
- Fran Serafin Adamič (4. september 1829, Ljubljana – 22. december 1877, Šmartno pri Litiji), publicist ,učitelj, organist, skladatelj. V obdobju 1847–49 kot organist in skladatelj služboval v Škofji Loki.
- Janez Šubic starejši (29. maj 1830, Hotovlja - 29. december 1898, Škofja Loka), podobar, slikar
- Simon Šubic (28. oktober 1830, Brode - 27. julij 1903, Gradec), fizik
- Lovro Sadar (6. avgust 1832, Komenda – Kapla vas - 26. september 1883, Škofja Loka), učitelj, skladatelj
- Josip Vilfan (11. marec 1838, Škofja Loka - 14. februar 1907, Trst), gradbenik
- Hinko Dolenec (1. maj 1838, Razdrto – 10. december 1908, Razdrto), pisatelj, pravnik. Januarja leta 1867 je bil imenovan za sodnega aktuarja v Škofji Loki.
- Ivan Dolinar (26. avgust 1840, Škofja Loka - 6. junij 1886, Trst), politik, časnikar
- Karel Klun (15. oktober 1841, Prigorica – 8. julij 1896, Budimpešta), politik, duhovnik, konzistorialni svetnik. V obdobju 1893–1894 se je zavzemal za železnico Škofja Loka–Divača.
- Gregor Jereb (8. marec 1845, Dolenja ravan – 5. marec 1893, Trst), pisatelj, literarni zgodovinar .V obdobju 1860–62 je obiskoval normalko v Škofji Loki.
- Luka Lavtar  (20. oktober 1846, Železniki – 9. marec 1915, Maribor), matematik. Osnovno šolo je obiskoval v Škofji Loki.
- Franc Škofič (25. november 1848, Ljubljana – 7. julij 1892, Škofja Loka), pravnik, dramatik
- Janez Vurnik mlajši (3. november 1849, Radovljica – 18. marec 1911, Radovljica), podobar. Leta 1888 je za uršulinsko cerkev v Škofji Loki naredil baldahin nad tabernakljem.
- Anton Jebačin (11. marec 1850, Ljubljana – 4. september 1927, Ljubljana), slikar, restavrator. Leta 1907 je okrasil uršulinsko cerkev v Škofji Loki.
- Ivan Carli (26. april 1851, Šebrelje – 3. september 1911, Studen), glasbenik, skladatelj, organist, zborovodja. V obdobju 1878–1890 je služboval v Škofji Loki.
- Simon Ogrin (6. oktober 1851, Vrhnika – 3. maj 1930, Vrhnika), slikar. Leta 1888 je naslikal kapelo Matere Božje v kapucinski cerkvi v Škofji Loki.
- Pavel Kavčič (25. januar 1852, Godešič - 27. september 1895, Senožeče), učitelj, naravoslovec
- Julij Polec (30. januar 1852, Ljubljana – 14. oktober 1941, Kamnik), pravnik. Leta 1876 je bil avskultant v Škofji Loki.
- Viktor Globočnik (3. maj 1852, Tržič – 4. marec 1898, Kranj), politik, pravnik. Od leta 1895 do smrti je v deželnem zboru zastopal mestni volilni okraj Kranj–Škofja Loka in se zavzemal za razdružitev selske občine Škofja Loka v dve samostojni občini.
- Franc Kos  (24. december 1853, Selca – 14. marec 1924, Ljubljana), zgodovinar. Obiskoval je glavno šolo v Škofji Loki. Leta 1849 napisal v publikaciji Moj svet delo Doneski k zgodovini Škofje Loke in njenega okraja.
- Ernest Kramer (4. februar 1854, Škofja Loka - 21. december 1907, Ljubljana), kemik, agronom
- Anton Koblar (12. junij 1854, Železniki – 9. avgust 1928, Kranj), zgodovinar, politik. Leta 1891 je opisal Škofjo Loko v slovenskem literarnem mesečniku Dom in svet.

- Janko Žirovnik (7. februar 1855, Kranj – 27. oktober 1946, Kranj), zbiralec ljudskih pesmi, šolnik, sadjar, glasbenik. Leta 1873 je bil učitelj v Škofji Loki.
- Jurij Šubic (13. april 1855, Poljane nad Škofjo Loko – 8. september 1890, Leipzig), slikar.
- Janko Leban  (21. april 1855, Kanal – 18. februar 1932, Novo mesto), pisatelj, pesnik, glasbenik, učitelj. V obdobju 1906 –1911 je poučeval v Bukovici nad Škofjo Loko.
- Ivan Šubic (12. oktober 1856, Poljane nad Škofjo Loko – 11. marec 1924, Ljubljana), šolnik, naravoslovec. V obdobju 1863–7 je obiskoval osnovno šolo v Škofji Loki, v obdobju 1898–1901 pa je bil deželni poslanec za Škofjo Loko.
- Mihael Arko (19. september 1857, Zapotok – 29. marec 1938, Idrija), organizator, zgodovinar, deželni poslanec, duhovnik. Leta 1881 je bil kaplan v Škofji Loki.
- Evgen Lah (15. avgust 1858, Vipava – 2. februar 1930, Ljubljana), domoznanski pisec, statistik. Obiskoval je normalko v Škofji Loki.
- Franc Rihar (25. oktober 1858, Polhov Gradec – 28. februar 1919, Mekinje), nabožni pisatelj, duhovnik. Bil je kaplan v Škofji Loki.
- Bernard Pirnat (20. avgust 1862, Novo mesto – 5. december 1939, Dunaj), glasbenik, skladatelj. Po letu 1883 je bil pomožni učitelj v Škofji Loki.
- Mate Hafner (25. avgust 1865, Dorfarje – 31. julij 1946, Ljubljana), notar, naravoslovec, pisatelj. V obdobju 1873–75 je obiskoval ljudsko šolo v Škofji Loki.
- Janez Evangelist Krek (27. november 1865, Sv. Gregor – 8. oktober 1917, Šentjanž), politik, sociolog, teolog, pisatelj, časnikar. V letu 1875/6 je obiskoval ljudsko šolo v Škofji Loki.
- Kristina Šuler (17. julij 1866, Kropa – 25. december 1959, Ljubljana), pesnica. V Škofji Loki je osem let po osnovni šoli obiskovala samostansko šolo.
- Fran Milčinski (3. december 1867, Lož – 24. oktober 1932, Ljubljana), pravnik, humorist. Leta 1895 je bil dodeljen sodnim uradom v Škofji Loki.
- Oskar Dev (2. december 1868, Planina – 3. avgust 1932, Maribor), glasbenik, skladatelj, sodnik. Po letu 1888 je bil v sodnih službah pevovodja čitalniškega pevskega zbora tudi v Škofji Loki.
- Fran Jaklič (6. december 1868, Podgorica – 31. december 1937, Ljubljana), pripovednik, pisatelj, učitelj. V prvi polovici leta 1890 je služboval kot pomožni učitelj v Škofji Loki.
- Janez Regen (9. december 1868, Lajše – 27. julij 1947, Dunaj), zoofiziolog. Leta 1877 je obiskoval prva dva razreda ljudske šole v Škofji Loki.
- Franc Bleiweis (7. april 1869, Naklo – 10. april 1951, Mošnje), nabožni pisatelj, duhovnik. Leta 1895 je bil katehet pri uršulinkah v Škofji Loki.
- Rihard Jakopič (12. april 1869, Ljubljana – 21. april 1943, Ljubljana), slikar. V obdobjih 1902–03 in 1904–1906 je ustvarjal in stanoval v Škofji loki (najprej v Puštalskem gradu, potem v mestu).
- Jožef Zazula (23. marec 1870, Idrija – 29. julij 1944, Bjelovar), pesnik, publicist, fotograf. Leta 1887 je stopil v davčno službo v Škofji Loki.
- Frančišek Saleški Finžgar (9. februar 1871, Doslovče – 2. junij 1962, Ljubljana), pisatelj, duhovnik. Od 25. junija do 1. decembra leta 1900 je bil župnijski upravitelj v Škofji Loki.
- Valter Schmid (18. januar 1875, Kranj – 24. marec 1951, Gradec), arheolog, etnograf, čebelar, duhovnik, redovnik, benediktinec. Obiskoval je osnovno šoli v Škofji Loki.
- Irma Polak (11. junij 1875, Ljubljana – 30. november 1931, Zagreb), operna pevka. Bila je vzgojena v uršulinskem samostanu v Škofji Loki.
- Franc Rebol (13. november 1876, Hraše pri Preddvoru – 11. oktober 1918, Ljubljana), šolnik, slavist, duhovnik. Četrti razred osnovne šole je obiskoval v Škofji Loki.
- Pavel Perko (22. januar 1877, Poljane nad Škofjo Loko – 10. marec 1970, Muljava), pisatelj, duhovnik. Osnovno šolo je obiskoval v Škofji Loki.
- Evgen Jarc (7. december 1878, Novo mesto – 5. junij 1936, Ljubljana), politik. V obdobju 1908–18 je nastopal na deklaracijskih shodih v Škofji Loki.
- Frančišek Ksaverij Steržaj (9. december 1878, Rakek – 7. november 1922, Koprivnik v Bohinju), pisatelj, duhovnik. Služboval je v Škofji Loki.
- Gvido Birolla (12. junij 1881, Trst – 29. maj 1963, Ljubljana), slikar, ilustrator. Leta 1884 se je z družino preselil v Škofjo Loko, po letu 1907 je slikal na Škofjeloškem.
- Ivan Slokar (8. oktober 1884, Mostar – 11. julij 1970, Ljubljana), zgodovinar, pravnik , ekonomist, bančnik, tehnični izumitelj. Dal je pobudo za ustanovitev tovarne klobukov v Škofji Loki.
- Anton Pevc (9. januar 1885, Tlaka – 18. februar 1967, Ivančna Gorica), kmetijski strokovnjak. Leta 1927 je začel obiskovati mlekarsko šolo v Škofji Loki.
- Angela Boškin  (21. junij 1885, Gorica – Pevma – 28. julij 1977, Gorica – Pevma), medicinska sestra, otroška negovalka. Leta 1939 je bila zaposlena v zdravstvenem domu v Škofji Loki.
- Mileva Zakrajšek (6. avgust 1885, Postojna – 4. maj 1971, Maribor), gledališka igralka, glasbenica. Po poroki je od leta 1908 živela in delala v Škofji Loki.
- Fran Zupan (6. november 1887, Ljubljana – 28. februar 1975, Ljubljana), slikar. V obdobju 1920–2 je slikal v okolici Škofje Loke.
- Jakob Prešern  (9. julij 1888, Begunje na Gorenjskem – 14. februar 1975, Begunje na Gorenjskem), potopisec, planinski pisec, pravnik. Po letu 1912 je bil v sodni službi v Škofji Loki.
- Frančišek Jarc (5. mar. 1891, Doberdob – 27. jan. 1978, Koper), pravnik. Bil je odvetnik v Škofji Loki.
- Anton Anžič (4. junij 1891, Ljubljana – Dobrunje – 27. december 1965, Wahpeton), nabožni pisatelj, prevajalec, duhovnik. Leta 1915 je postal kaplan v Škofji Loki.
- Nikolina Karkovič (2. december 1891, Trst – neznano ), kulturna delavka, amaterska slikarka. V obdobju 1929–1935 je poučevala v Škofji Loki.
- Filip Terčelj (2. februar 1892, Ajdovščina – 7. januar 1946, Davča), prosvetni organizator, publicist, nabožni pisec, pisatelj, pesnik, duhovnik. V obdobju 1917–21 je bil kaplan v Škofji Loki
- Vladimir Šubic  (23. maj 1894, Ljubljana – 16. november 1946, Lukavac), arhitekt. Pokopan je bil v Škofji Loki.
- Ivan Rakovec (18. september 1899, Ljubljana – 3. avgust 1985, Ljubljana), geolog, paleontolog. Pri proučevanju pleistocenskih in tudi terciarnih ter holocenskih sesalcev je odkril ostanke nosoroga na Kamnitniku pri Škofji Loki.

## 20. in 21. stol.
- Arnautović Ilija (7. julij 1924, Niš – 16. januar 2009, Ljubljana), arhitekt. V diplomski nalogi je leta 1952 predstavil nov tip stanovanjske arhitekture po skandinavskih vzorih za območju Ljubljana − Škofja Loka – Bitnje.
- Biček Franc (5. marec 1910, Prapetno Brdo – 9. julij 1984, Ljubljana). Od leta 1956 je bival in delal v Škofji Loki.
- Božič Boris Yuri (1. avgust 1952, Rieti, Italija – ), slikar. Leta 1987 je imel samostojno razstavo v Škofji Loki.
- Dolenc Janez (5. sept. 1926  Cetena Ravan v Poljanski dolini – ), slavist, narodopisec, domoznanec. Leta 1987 je raziskoval rovtarsko področje od Bovca do Škofje Loke.
- Dougan Danilo (27. marca  1909 v Gor. - 1993), pravnik. V obdobju 1937–41 je služboval kot sodni pristav v Škofji Loki.
- Ferjančič Anton (3. april 1915, Gradišče pri Vipavi – 23. januar 1990, neznano), narodni heroj. Od leta 1944 do konca vojne je bil komandant Škofje Loke.
- Hladnik Polde (9. nov. 1919, Žiri – neznano), zdravnik, higienik, primarij. Osnovno šolo je obiskoval v Škofji Loki.
- Hreščak Marija Aleksandra (25. jan. 1915, Trst – neznano), pesnica in pedagoška delavka. Od leta 1947 je bila nastanjena v Škofji Loki.
- Skalicky Zdenko (11. julij 1903, Novo mesto – 7. marec 1933, Ljubljana), slikar, pesnik. Pred upokojitvijo je služboval kot prokurist in tehnični vodja v tovarni Šešir v Škofji Loki.
- Starc Ema (6. april 1901, Sežana – 3. april 1967, Ljubljana), gledališka igralka. Po osnovni šoli se je eno leto šolala v samostanu v Škofji Loki.
- Strenar Maks (10. januar 1901, Trst – 30. oktober 1968, Kranj), arhitekt. Naredil je načrt za trgovino Šešir v Škofji Loki.
- Šabec Srečko (14. maj 1894, Pivka – 29. maj 1981, Kranj), mlekarski strokovnjak. V obdobju 1926–37 je bil v. d. upravitelja Mlekarske šole v Škofji Loki.
- Škerl Ada (3. april 1924, Ljubljana – 29. maj 2009, Ljubljana), pesnica, prevajalka. V obdobju 1952–5 je bila gimnazijska profesorica v Škofji Loki.
- Šumi Nace (14. maj 1924, Kranj – 23. junij 2006, Dobeno), umetnostni zgodovinar. Napisal je delo Varstvo spomenikov v Škofji Loki.
- Šubic Ive (23. april 1922, Hotovlja – 29. december 1989, Poljane nad Škofjo Loko), slikar, grafik. Naredil je dva razreda meščanske šole v Škofji Loki. Leta 1962 je ustvaril grafiko z naslovom Škofja Loka. Leta 1960 je naredil prvo osebno predstavo Škofja Loka v Loškem muzeju.
- Šubic Mirko (8. junij 1900, Ljubljana – 14. oktober 1976, Ljubljana), slikar, restavrator. Vodil je restavratorska dela za freske na Križni gori in v Puštalskem gradu.
- Šuligoj Avgust (19. november 1900, Dolnji Zemon – 21. junij 1984, Trbovlje), glasbenik, zborovodja. Leta 1927 je postal učitelj v Retečah pri Škofji Loki.
- Vlašić-Gvozdić Mila (18. september 1928, Sovići – ), srbokroatistka, pesnica. V obdobju 1952–54 je poučevala na gimnaziji v Škofji Loki.
- Vrečko Karel (24. oktober 1901, Dunaj – 31. julij 1978, Ljubljana), mlekarski strokovnjak. V obdobju 1931–6 je bil profesor na mlekarski šoli v Škofji Loki.
- Zagoričnik Franci (16. november 1933, Duga Resa – 14. junij 1997, Golnik), pesnik, prevajalec, esejist. Leta 1978 je imel samostojno razstavo vizualne poezije v Škofji Loki.
- Železnik Milan (27. februar 1929, Ljubljana – 31. maj 1987, Ljubljana), umetnostni zgodovinar, konservator. Ukvarjal se je s študijo o frančiškanski cerkvi v Škofji Loki.
- Železnik Zoran  (9. november 1930, Škofja Loka - ), veterinar
- Žigon Joka  (10. marec 1899, Škofja Loka - 6. januar 1983, Ljubljana), literarni zgodovinar, dramatik, pesnik
- Žontar Primož (7. junij 1858, Sv. Duh - 21. junij 1934, Kranj), čebelar, rezbar
- Žužek Jože (20. oktober 1911, Strmec - 6. julij 1982, Reteče), založnik, knjižničar
- Dolmark Jože (20. apr. 1953 v Škofji Loki - ), scenarist in dramaturg
- Krajnik Pavel (Rojen 2023 v Breznici pod Lubnikom), Kmetijski inženir, specialist za vzgojo krompirja, kulturnik
- Cegnar Ivanka  (22. oktober 1884, Škofja Loka - 4. februar 1968, Trst), učiteljica
- Ziherl Ana (28. julij 1887, Škofja Loka - 24. marec 1958, Ljubljana), socialna delavka
- Zupanc  Lojze (21. september 1906, Ljubljana - 2. junij 1973, Škofja Loka), pisatelj,  učitelj
- Vodnik Dora (2. februar 1898, Škofja Loka - 6. februar 1975, Portorož), pedagoginja, prevajalka
- Volčjak Viktor (15. september 1913, Škofja Loka - 8. januar 1987, Ljubljana), zdravnik, internist
- Vidmar Constantin (13. april 1851, Log nad Škofjo Loko - 6. april 1937, Gaweinstal), teolog, duhovnik, redovnik, benediktinec
- Tavčar Marijan (20. december 1912, Ljubljana - 27. november 1981, Škofja Loka), prevajalec, publicist
- Teraš Mavricij (15. oktober 1889, Čanje - 10. marec 1960, Škofja Loka), nabožni pisec, zgodovinar, duhovnik, redovnik, kapucin
- Triller Karel (21. april 1862, Škofja Loka - 20. maj 1926, Ljubljana), politik, gospodarstvenik
- Šubic Pavle mlajši (22. januar 1861, Poljane nad Škofjo Loko - 3. december 1929, Škofja Loka), slikar
- Sušnik Ivan (21. december 1854, Škofja Loka - 1. januar 1942, Ljubljana), gospodarstvenik, naravoslovec, duhovnik, kanonik
- Sušnik Lovro (7. avgust 1887, Breznica pod Lubnikom - 28. oktober 1964, Ljubljana), jezikoslovec , prosvetni delavec
- Stanonik Franc (4. november 1841, Suha - 29. december 1918, Gradec), teolog, duhovnik
- Simonič Primož (3. junij 1893, Plužnje - 18. september 1975, Škofja Loka), kmetijski strokovnjak
- Sotle Gorazd (1. julij 1930, Šentrupert  - 21. april 1987, Škofja Loka), akademski kipar
- Sadar Adolf (10. maj 1873, Škofja Loka - 9. november 1929, Ljubljana), šolnik
- Schmoranzer Josip (maj 1862, Škofja Loka -  1934, Merano,), šolnik, mikrolog
- Plestenjak Jan (27. marec 1899, Sv. Barbara nad Škofjo Loko, Slovenija - 9. maj 1947, Ljubljana), pripovednik
- Pokorn  Franc (20. september 1861, Škofja Loka - 18. maj 1940, Ljubljana), zgodovinar , arhivar, duhovnik
- Okorn Janez (13. november 1901, Zgornja Luša - 27. februar 1925, Ljubljana), pesnik
- Okorn Jože (3. september 1897, Škofja Loka - 13. marec 1944, Škofja Loka), čebelar
- Pirc Gustav (20. junij 1859, Škofja Loka - 3. maj 1923, Bohinjsko jezero), kmetijski strokovnjak
- Leskovec Anton (4. januar 1891, Škofja Loka - 23. januar 1930, Ljubljana), dramatik
- Macher Ivan (25. avgust 1857, Škofja Loka - 11. marec 1919, Ljubljana), naravoslovec
- Malešič Matija (30. oktober 1891, Črnomelj - 25. junij 1940, Škofja Loka), pripovednik, pravnik
- Javh Kern Frank (18. marec 1887, Breznica pod Lubnikom - 4. oktober 1977, Cleveland), zdravnik, pisatelj
- Kremžar Elizabeta (mati Elizabeta) (17. april 1878, Ljubljana – Glince - 14. marec 1954, Škofja Loka), pesnica, redovnica, uršulinka, mati prednica
- Kalan Janez (20. oktober 1868, Suha - 27. april 1945, Ljubljana), duhovnik
- Jesenko Fran (14. marec 1875, Škofja Loka - 14. julij 1932, Ljubljana),botanik, biolog
- Homan Alojzij (16. julij 1863, Škofja Loka -13. november 1922, Radeče), zdravnik
- Guzelj Avgust (13. september 1864, Škofja Loka - 26. september 1931, Novo mesto), gozdar
- Gaber Ante (16. maj 1883, Škofja Loka - 9. januar 1954, Ljubljana), časnikar, umetnostni zgodovinar
- Dolinar Anton (13. januar 1894, Trata - 1. avgust 1953, Yates Center, Kansas), glasbenik, muzikolog, skladatelj, duhovnik
- Šifrer Milan (24. oktober 1928, Škofja Loka - 13. februar 2016, Jesenice), geograf, geomorfolog
- Jan Oblak (7. januar 1993), nogometaš